# Fiddler on the Roof (musical)
per a la pel·lícula, veure Fiddler on the Roof
Fiddler on the Roof és un musical amb música de Jerry Bock, lletres de Sheldon Harnick i llibret de Joseph Stein, situat a la Rússia Tsarista el 1905. està basat en Tevye i les seves filles (o Tevye el Lleter) i altres contes de Sholem Aleichem. La història se centra en Tevye, el pare de 5 filles, i les seves temptatives per mantenir la seva família i de complir les seves tradicions religioses, mentre que els fets exteriors amenacen les seves vides: per un costat ha de batallar amb la voluntat de cadascuna de les seves filles, especialment amb la seva decisió de casar-se amb un marit cada vegada més lluny de les seves tradicions i els costums de la seva fe, i amb l'edicte del Tsar que expulsa als jueus del poble.
La producció original de Broadway, que s'estrenà el 1964, va ser el primer musical que superava el llistó de les 3.000 ciutats. Fiddler va mantenir el record de ser el musical de Broadway més longeu durant gairebé 10 anys, fins que Grease el superà. Actualment és el 14è musical de més llarga durada en tota la història de Broadway. La producció va rebre molts elogis, sent nominada per a 10 Premis Tony guanyant-ne 9, entre els quals hi havia els de Millor Musical, Partitura, Llibret, Direcció i Coreografia. Ha tingut 4 revivals a Broadway, així com una adaptació cinematogràfica d'èxit, i ha tingut una gran popularitat internacional. És també una tria molt popular per a les funcions escolars. Entre les seves cançons està una de les més populars del teatre musical, "If I were a rich man".

## Rerefons
Originàriament, Fiddler on the Roof s'havia d'anomenar simplement Tevye. Està basa en Tevye i les seves Filles (o Tevye el Lleter) i altres contes de Sholem Aleichem, escrits en jiddisch i publicats el 1894.
El títol del musical prové d'una pintura de Marc Chagall, una de les moltes pintures surrealistes que creà sobre la vida dels jueus a l'Europa Oriental, sovint incloent un violinista. El Violinista és una metàfora de la supervivència, a través de la tradició i la festa, en una vida d'incertesa.

## Sinopsi

### Primer Acte
Tevye, un pobre lleter amb 5 filles, explica els costums i les vides dels jueus del shtetl d'Anatevka (Rússia) el 1905, on la vida és precària com l'equilibri d'un violinista a la teulada ("Tradition"). A la casa de Tevye, tothom està enfeinat preparant el sopar del Sàbat. La seva esposa, Golde, qui té una llengua esmolada, ordena a les seves filles, Tzeitel, Hodel, Chava, Shprintze i Bielke, que facin les seves feines. Yent, la matrimoniera del poble, arriba per dir a Golde que Lazar Wolf, el ric carnicer, un vidu encara més vell que Tevye, vol casar-se amb Tzeitel, la filla gran. Les dues filles següents, Hodel i Chava, mostren la seva excitació davant la visita de Yente, però Tzeitel no mostra gens d'entusiasme ("Matchmaker, Matchmaker"). Una noia d'una família pobre ha de casar-se amb qualsevol home que Yente porti; encara que Tzeitel vulgui casar-se amb el seu amic de la infància, Motel, el sastre.
Tevye està portant llet, empenyent ell mateix el carro, car el seu cavall està coix. Li demana a Déu què passaria si fos ric ("If I Were a Rich Man"). Avram, el llibreter, té notícies del món exterior sobre pogroms i expulsions. Un foraster, Perchik, escolta la seva conversa i els pregunta perquè no fan res llevat parlar. Els homes acomiaden a Perchik per ser un radical, però Tevye el convida al sopar del Sàbat i li ofereix menjar i una cambra a canvi d'ensenyar a les seves filles joves. Golde diu a Tevye que s'ha de trobar amb en Lazar després del Sabbath, però no li diu el perquè, ja que sap que a Tevye no li agrada en Lazar. Tzeitel té por que Yente trobi un marit abans que en Motel demani la seva mà a Tevye. Però Motel es resisteix: té por del temperament d'en Tevye, i la tradició diu que és la matrimoniera qui arranja els matrimonis. Motel també és molt pobre i està estalviant per poder-se comprar una màquina de cosir abans d'anar a parlar amb Tevye, per mostrar-li que pot mantenir una esposa. Finalment, la família es reuneix al voltant de la taula per entonar la pregària del Sàbat ("Sabbath Prayer").
Després del Sàbat, en Tevye es troba amb Lazar a la taberna de Mordcha, creient erròniament que en Lazar li vol comprar la seva vaca. Un cop s'ha aclarit el malentès, Tevye acorda deixar a Lazar que és gairebé amb Tzeitel –amb un carnisser ric, la seva filla no passarà mai necessitat-. Tots s'uneixen a la celebració de la bona sort de Lazar, fins i tot els joves russos de la taverna, mostrant les seves habilitats ballant ("To Life"). Fora de la taverna, Tevye es troba amb el comissari de policia rus, que té jurisdicció sobre els jueus de la ciutat. El comissari l'adverteix que hi haurà una demostració durant les properes setmanes (un eufemisme per referir-se a un pogrom menor). Encara que el comissari tingui simpatia personal cap a la comunitat jueva, no pot fer res per evitar la violència.
L'endemà al matí, després de les lliçons de Perchik amb les seves germanes menors, la segona filla de Tevye, Hodel, es riu de la seva interpretació marxista de la història bíblica. Ell, en canvi, la critica a ella per seguir penjada de les velles tradicions del judaisme, i deixant de costat els canvis que s'estan produint al món. Per mostrar-li, balla amb ella, desafiant la prohibició que els dos sexes ballin junts. Ambdós acaben enamorant-se. Poc després, Tevye anuncia que ha acordat que Tzeitel és gairebé amb Lazar Wolf. Golde està molt contenta, però Tzeitel es mostra desolada i li demana a Tevye que no la forci. En Motel arriba i li diu a Tevye que ell és l'home perfecte per Tzeitel, i que ambdós es van fer una promesa de matrimoni, i li assegura que la Tzeitel no passarà mai fam. Tevye queda bocabadat i ultratjat per aquest trencament de la tradició; però està impressionat per la decisió d'aquell pobre i tímid sastre. Després de meditar-s'ho ("Tevye's Monologue"), en Tevye acorda deixar que es casin; però alhora s'amoïna per com li dirà a Golde. Un molt content Motel ho celebra amb la Tzeitel ("Miracle of Miracles").
Al llit amb Golde, Tevye fa veure que es trobava enmig d'un malson. Golde s'ofereix a interpretar-li el somni, i Tevye el descriu ("Tevye's Dream"): Tzeitel, l'àvia de Golde, torna de la tomba per beneir el casament de la seva besneta, però amb en Motel, no amb en Lazar Wolf. L'esposa difunta de Lazer Wolf, Fruma-Sarah, també s'aixeca de la tomba per advertir-los que els passarà si Tzeitel es casa amb Lazar. La supersticiosa Golde queda terroritzada, i ràpidament aconsella que Tzeitel és gairebé amb en Motel.
Mentre que retorna a casa del poble, la tercera filla de Tevye, Chava, la lectora, és intimidada per uns nois russos, però un d'ells, Fyedka, la protegeix, fent marxar als altres. Fyedka li ofereix deixar-li un llibre, i comença una relació secreta.
Arriba el dia del casament de Tzeitel i Motel, i tots els jueus del poble s'uneixen a la cerimònia ("Sunrise, Sunset") i a la celebració ("The Wedding Dance"). Lazar els ofereix un bon regal, però es discuteix amb en Tevye per l'arranjament trencat. Perchick acaba amb la discussió trencant una altra tradició: travessa la barrera entre els homes i les dones per ballar amb Hodel. La festa acaba de sobte quan un grup de russos entra al poble per portar a terme la demostració: interrompen la festa, malmeten els regals de casament i fereixen a Perchik, que intentava lluitar, i perpetren més destrucció pel poble. Sempre pràctic, Tevye diu que comencin a netejar.

### Segon Acte
Mesos després, Perchik diu a Hodel que ha de tornar a Kíev per treballar per a la revolució. Li proposa matrimoni, admetent que l'estima, i li diu que aviat tornarà per a ella. Ella està d'acord ("Now I Have Everything"). Quan li diuen a Tevye que s'han promès, aquest queda bocabadat per com han arranjat ells mateixos el seu propi matrimoni, i especialment quen en Perchik està a punt de marxar. Quan els prohibeix el matrimoni, ells li repliquen que no li demanen el seu permís, sinó que només la seva benedicció. Finalment, Tevye accedeix: el món està canviant, i ell ha de canviar amb el món (("Tevye's Rebuttal"), i diu a la jove parella que els dona la seva benedicció "i" el seu permís.
Tevye li ho explica a una encara més bocabadada Golde. Amor, diu, és el nou estil. Tevye li pregunta a Golde, Tu m'estimes? ("Do You Love Me?"). Després de dir que en Tevye està grillat i que la pregunta és una bestiesa, finalment admet que, després de 25 anys convivint plegats i criant 5 filles, l'estima. A poc a poc arriben nous problemes. Yente diu a Tzeitel que ha vist a Chava amb Fyedka. Les notícies arriben ràpidament a Anatevka ("The Rumor"). Perchik ha estat detingut i deportat a Sibèria, i Hodel decideix unir-se amb ell allà. A l'estació de tren, li explica al seu pare que la seva llar està amb aquell que estima, sigui on sigui, tot i que sempre estimarà la seva família ("Far from the Home I Love").
Les setmanes passen. Motel per fi ha comprat una màquina de cosir, i ell i Tzeitel han tingut un nen. Chava finalment s'atreveix a demanar-li a Tevye que la deixi casar-se amb Fyedka. De no Tevye busca dins seu, però un casament fora de la fe jueva és un pas que no pot donar. Prohibeix a Chava que ni tan sols parli amb Fyedka. Quan Golde li diu que Chava ha marxat amb Fyedka, Tevye es pregunta què va fer malament ("Little Bird, Little Chaveleh"). Chava torna i intenta raonar amb ell, però ell rebutja parlar amb ella i diu a la resta de la família que considerin com si fos morta. Mentrestant, arriben nous rumors sobre que els russos estan expulsant als jueus dels seus pobles. Mentre que els jueus estan reunits, arriba el comissari per dir a tothom que tenen 3 dies per empaquetar les seves coses i abandonar el poble. sorpresos, parlen sobre aquella ciutat miserable, de la que serà tan dur marxar perquè fa mot de temps que és casa seva ("Anatevka").
Mentre que els jueus abandonen Anatevka, Chava i Fyedka s'aturen per dir a la família d'ella que també se'n van cap a Cracòvia, incapaços de continuar en un lloc on fan aquestes coses als altres. Tevye segueix sense dir-los res, però quan Tzeitel s'acomiada de Chava, Tevye afegeix que Déu sigui amb vosaltres. Motel i Tzeitel també marxen cap a Polònia, però s'uniran a la resta de la família quan hagin pogut estalviar prou diners. Mentre que Tevye, Golde i les seves dues filles petites marxen del poble per dirigir-se a Amèrica, el violinista comença a tocar. Tevye l'accepta, i el violinista els segueix.

## Números musicals
| Primer Acte - Prologue: Tradition — Tevye i la Companyia - Matchmaker — Tzeitel, Hodel i Chava - If I Were a Rich Man — Tevye - Sabbath Prayer — Tevye, Golde i la Companyia - To Life — Tevye, Lazar Wolf i la Companyia - Tevye's Monologue — Tevye - Miracle of Miracles — Motel - Tevye's Dream — Tevye, Golde, Grandma Tzeitel, Fruma-Sarah i la Companyia - Sunrise, Sunset — Tevye, Golde, Perchik, Hodel i la Companyia - The Bottle Dance — Instrumental | Segon Acte - Now I Have Everything — Perchik i Hodel - Tevye's Rebuttal — Tevye - Do You Love Me? — Tevye i Golde - The Rumor — Yente i la gent del poble - Far From the Home I Love — Hodel - Chaveleh (Little Bird) — Tevye - Anatevka — La Companyia - The Leave Taking - Tevye, Famila i el Violinista |

- Al revival del 2004 aparegué una nova cançó, cantada per Yente i per algunes dones del poble, titulada "Topsy Turvy", i en la que parlaven sobre el paper de la matrimoniera, que anava desapareixent a poc a poc de la societat.

## Produccions

### Producció Original de Broadway 1964

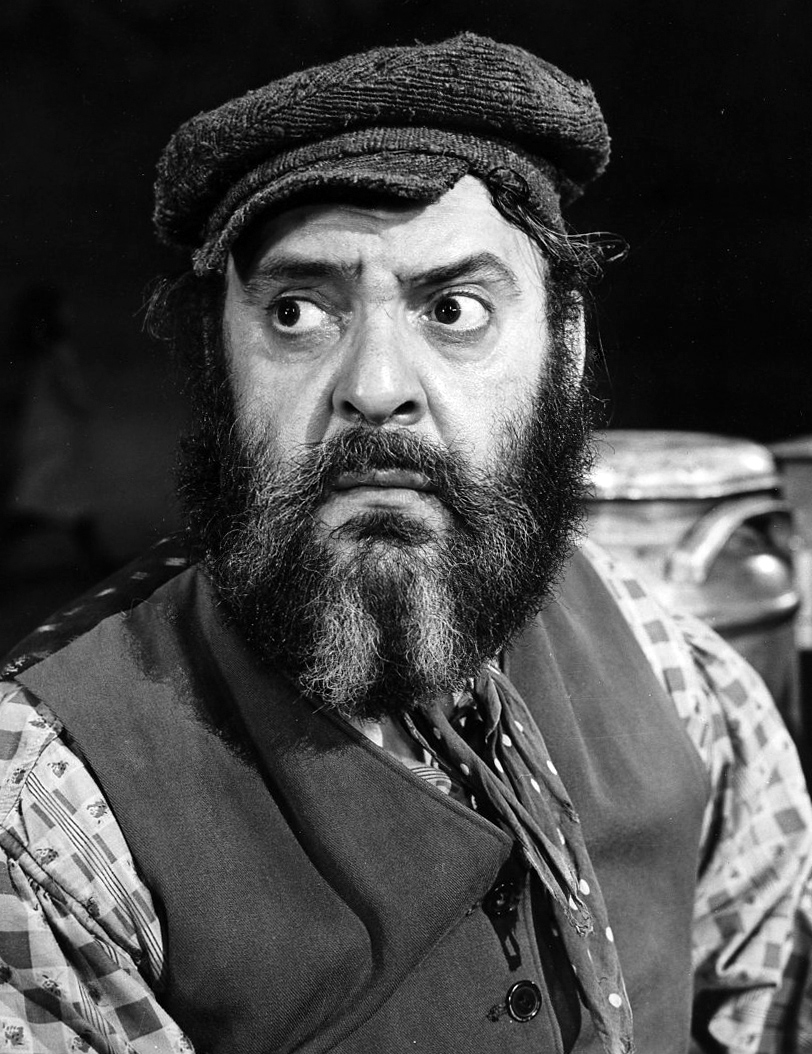
Zero Mostel com a Tevye

La producció original de Broadway s'estrenà el 22 de setembre de 1964 a l'Imperial Theatre, passant al 1967 al Majestic Theatre; i el 1970 al The Broadway Theatre, representant-se en 3.242 funcions (i marcant un rècord). La producció va ser dirigida i coreografiada per Jerome Robbins, en el seu darrer treball original a Broadway. L'escenografia, dissenyada segons els quadres de Marc Chagall, va ser de Boris Aronson. El productor original, Fred Coe, va ser substituït per Harold Prince. El repartiment incloïa a Zero Mostel com a Tevye, el lleter; Maria Karnilova com la seva esposa Golde (ambdós guanyarien el Tony per la seva actuació), Beatrice Arthur i després Florence Stanley com Yente la matrimoniera, Austin Pendleton com Motel, Bert Convy com Perchik l'estudiant revolucionari, Gino Conforti com el violinista, i Julia Migenes com Hodel. Paul Lipson, el substitut de Mostel de la producció original, esdevindria l'actor que més vegades ha interpretat a Tevye, amb més de 2.000 funcions entre la producció original i els diversos revivals.
La producció va obtenir $1.574 de benefici per cada dòlar invertit.

### La producció de Londres de 1967
La producció original del West End obrí el 16 de febrer de 1967 al Her Majesty's Theatre, representant-se en 2.030 funcions. Estava protagonitzada per Chaim Topol, qui també interpretaria el personatge a l'adaptació cinematogràfica de 1971 i al revival de Broadway de 1990; i amb Miriam Karlin com Golde. Alfie Bass i Lex Goudsmit també interpretarien a Tevye. El 1983 es tornaria a interpretar a Londres, aquest cop en una breu temporada al The Apollo Victoria Theatre; i el 1994 al The London Palladium.

### Revivals de Broadway de 1976, 1981 i 1990
El primer revival a Broadway s'estrenà el 28 de desembre de 1976, representant-se en 176 funcions al Winter Garden Theatre. Zero Mostel de nou la protagonitzà, i també estava dirigida i coreografiada per Robbins. El 9 de juliol de 1981 s'estrenà un segon revival per a una temporada curta (53 funcions) al Lincoln Center's New York State Theater. Estava protagonitzada per Herschel Bernardi com Tevye i Karnilova com Golde. Entre els altres membres del repartiment estaven Liz Larsen, Fyvush Finkel, Lawrence Leritz i Paul Lipson. De nou va ser dirigida i coreografiada per Robbins. El tercer revival a Broadway s'estrenà el 18 de novembre de 1990, representant-se en 241 funcions al George Gershwin Theatre. Estava protagonitzada per Topol com a Tevye i Marcia Lewis com a Golde. La producció de Robbins va ser reproduïda per Ruth Mitchell i coreografiada per Sammy Dallas Bayes. Guanya el Tony al millor revival.

### Revival a Broaway de 2004
Un quart revival a Broadway s'estrenà el 26 de febrer del 2004, amb 36 prèvies i 781 funcions al Minskoff Theatre. Alfred Molina, i després Harvey Fierstein interpretaren a Tevye, i Randy Graff, i després Andrea Martin i Rosie O'Donnell, a Golde. Va ser dirigida per David Leveaux. La producció va ser nominada a 6 Tonys, però no en guanyà cap.

### Revivals de Londres 1983, 1994 i 2007
Fiddler on the roof va tornar-se a representar a Londres el 1983 al Apollo Victoria Theatre (una temporada de només 4 mesos) protagonitzada per Topol, i de nou el 1994 al London Palladium per dos mesos i una gira, de nou protagonitzada per Topol i dirigida i coreografiaa per Sammy Dallas Bayes, recreant la producció de Robbins.
Després de dos mesos de rodatge al Crucible Theatre de Sheffield, el 19 de maig de 2007 s'estrenà un nou revival al Savoy Theatre amb Henry Goodman com Tevye, Beverley Klein com Golde, Alexandra Silber com Hodel, Damian Humbley com Perchik i Victor McGuire com Lazar Wolf. La coreografia de Robbins va ser recreada per (que va fer el mateix que pel revival de Broadway de 1990), amb coreografia addicional de Kate Flatt.

## Premis

### Producció original de Broadway
| Any  | Premi      | Categoria                               | Nominat                                                      | Resultat   |
| ---- | ---------- | --------------------------------------- | ------------------------------------------------------------ | ---------- |
| 1965 | Premi Tony | Millor Musical                          | Millor Musical                                               | GUANYADOR  |
| 1965 | Premi Tony | Millor Llibret de Musical               | Joseph Stein                                                 | GUANYADOR  |
| 1965 | Premi Tony | Millor Banda Sonora                     | Jerry Bock i Sheldon Harnick                                 | GUANYADOR  |
| 1965 | Premi Tony | Millor Actor Protagonista de Musical    | Zero Mostel                                                  | GUANYADOR  |
| 1965 | Premi Tony | Millor Actriu de Repartiment de Musical | Maria Karnilova                                              | GUANYADORA |
| 1965 | Premi Tony | Millor Direcció de Musical              | Jerome Robbins                                               | GUANYADOR  |
| 1965 | Premi Tony | Millor Coreografia                      | Jerome Robbins                                               | GUANYADOR  |
| 1965 | Premi Tony | Millor Escenografia                     | Boris Aronson                                                | nominat    |
| 1965 | Premi Tony | Millor Vestuari                         | Patricia Zipprodt                                            | GUANYADORA |
| 1965 | Premi Tony | Millor Productor de Musical             | Harold Prince                                                | GUANYADOR  |
| 1972 | Premi Tony | Premi Tony Especial                     | En esdevenir el musical més longeu a la història de Broadway | GUANYADOR  |

### Revival de Broadway de 1981
| Any  | Premi      | Categoria                            | Nominat           | Resultat |
| ---- | ---------- | ------------------------------------ | ----------------- | -------- |
| 1981 | Premi Tony | Millor Actor Protagonista de Musical | Herschel Bernardi | nominat  |

### Revival de Broadway de 1990
| Any  | Premi      | Categoria                            | Nominat                   | Resultat  |
| ---- | ---------- | ------------------------------------ | ------------------------- | --------- |
| 1991 | Premi Tony | Millor Revival de Musical            | Millor Revival de Musical | GUANYADOR |
| 1991 | Premi Tony | Millor Actor Protagonista de Musical | Topol                     | nominat   |

### Revival de Broadway de 2004
| Any  | Premi            | Categoria                              | Nominat                    | Resultat |
| ---- | ---------------- | -------------------------------------- | -------------------------- | -------- |
| 2004 | Premi Tony       | Millor Revival de Musical              | Millor Revival de Musical  | nominat  |
| 2004 | Premi Tony       | Millor Actor Protagonista de Musical   | Alfred Molina              | nominat  |
| 2004 | Premi Tony       | Millor Actor de Repartiment de Musical | John Cariani               | nominat  |
| 2004 | Premi Tony       | Millor Escenografia                    | Tom Pye                    | nominat  |
| 2004 | Premi Tony       | Millor Il·luminació                    | Brian MacDevitt            | nominat  |
| 2004 | Premi Tony       | Millors Orquestracions                 | Don Walker i Larry Hochman | nominat  |
| 2004 | Premi Drama Desk | Revival Més Destacat                   | Revival Més Destacat       | nominat  |
| 2004 | Premi Drama Desk | Actor Més Destacat en un Musical       | Alfred Molina              | nominat  |
| 2004 | Premi Drama Desk | Escenografia Més Destacada             | Tom Pye                    | nominat  |

### Revival de Londres 2007
| Any  | Premi                  | Categoria                 | Nominat                   | Resultat |
| ---- | ---------------------- | ------------------------- | ------------------------- | -------- |
| 2008 | Premi Laurence Olivier | Millor Revival de Musical | Millor Revival de Musical | nominat  |
| 2008 | Premi Laurence Olivier | Millor Actor de Musical   | Henry Goodman             | nominat  |

## L'adaptació cinematogràfica
El 1971 s'estrenà la versió cinematogràfica del musical, que va guanyar 3 Oscars, incloent-hi un per la direcció musical de John Williams. El paper de Tevye va ser interpretat per Chaim Topol

## Influència cultural
La popularitat del musical ha comportat que hagin aparegut nombroses referències als mitjans, incloent sèries de televisió (per exemple, al capítol titulat "Jews and Chinese Food", de la 5a temporada de la sèrie Gilmore Girls), pel·lícules (Mrs. Doubtfire) o fins i tot en altres espectacles de Broadway (a Spamalot, a la meitat de la cançó "You Won't Succeed on Broadway", apareix un "Grail dance", que dirigeix directament al "bottle dance" de l'escena del casament). Entre altres aparicions s'inclouen:
- El musical de Mel Brooks The Producers inclou una cançó a l'estil de Jerry Bock; i per fer-ho encara més explícit, apareix un violinista sobre una teulada propera.
- El repartiment original de Broadway de Avenue Q i del revival del 2004 de Fiddler on the Roof col·laboraren en una actuació en benefici del Broadway Cares/Equity Fights AIDS, d'aproximadament 10 minuts de durada, titulada "Avenue Jew" que incorporava personatges d'ambdós espectacles, incloent titelles.
- A finals dels 60, Mad Magazine publicà una paròdia de Fiddler anomenada Antenna on the Roof, que especulava sobre les vides dels descendents d'en Tevye vivint als Estats Units dels anys 60.
- A l'episodi  When You Wish Upon a Weinstein  de Family Guy, es menciona a "Fiddler on the Roof" quan William Shatner interpretava un paper com a vilatà, en el que només cridava "Khaaaaan!" de Star Trek II: The Wrath of Khan.
- A l'episodi "The Grasshopper Experiment" de la sèrie The Big Bang Theory, apareixen nombroses referències al musical. Al final de l'espectacle, Sheldon Cooper canta "To Life".